# Гигантская червяга
Гигантская червяга (лат. Caecilia abitaguae) — вид безногих земноводных из семейства настоящих червяг (Caeciliidae). 
Эндемик Эквадора. Населяет субтропические и тропические влажные горные леса, плантации, сады на высоте до 1100 м над уровнем моря.
Обитает на лесистых территориях, под стволами упавших деревьев или среди камней в условиях повышенной влажности. Вероятно, откладывает яйца.
Вид известен только из двух мест в эквадорских Андах — недалеко от городка Баньос, на склонах Восточных Кордильер, на высоте около 1400—1600 м над уровнем моря (откуда описан тип) и из провинции Морона-Сантьяго.